# Fischbach (Goldbach)
Der Fischbach ist ein kleines ganzjähriges Fließgewässer 3. Ordnung im Lorenzer Reichswald südöstlich von Nürnberg und kann zu den Landgräben in Nürnberg gezählt werden.

## Verlauf
Der Fischbach entspringt östlich des Nürnberger Stadtteils Fischbach im gemeindefreien Gebiet Fischbach des Nürnberger Landes im Wald und fließt nach Westen durch die Vogelherdsweiher, unter der A 9 hindurch und in den Ort Fischbach hinein. Dort zieht er am Pellerschloss vorbei, dessen Wassergraben er früher speiste. Im Westen Fischbachs tritt er wieder in den Wald und wird zum Eisweiher gestaut, aus dem man früher im Winter Eis für die Kühlung von Bier brach.
Einen Kilometer weiter durchfließt der Bach den Holzweiher, kurz dahinter erstreckt sich ein Erlenbruchwald.
Der Fischbach fließt dann nördlich an der Russenwiese vorbei, einer Waldwiese. Am Steinernen Wehr an der Nürnberger Stadtgrenze kann das Wasser über ein Sperrschott sowohl zum Dutzendteich wie auch zum Valznerweiher geleitet werden. Der Valznerweiher fließt über den Goldbach in die Pegnitz. Im Dutzendteich fließt ihm auch das Wasser des Langwassers hinzu. Nach dem Dutzendteich wird der Bach 300 Meter verdolt nach Gleißhammer geleitet. Dort fließt er für weitere 550 Meter an der Oberfläche am Luitpoldhain und der Meistersingerhalle vorbei und entlang der Schultheißallee.

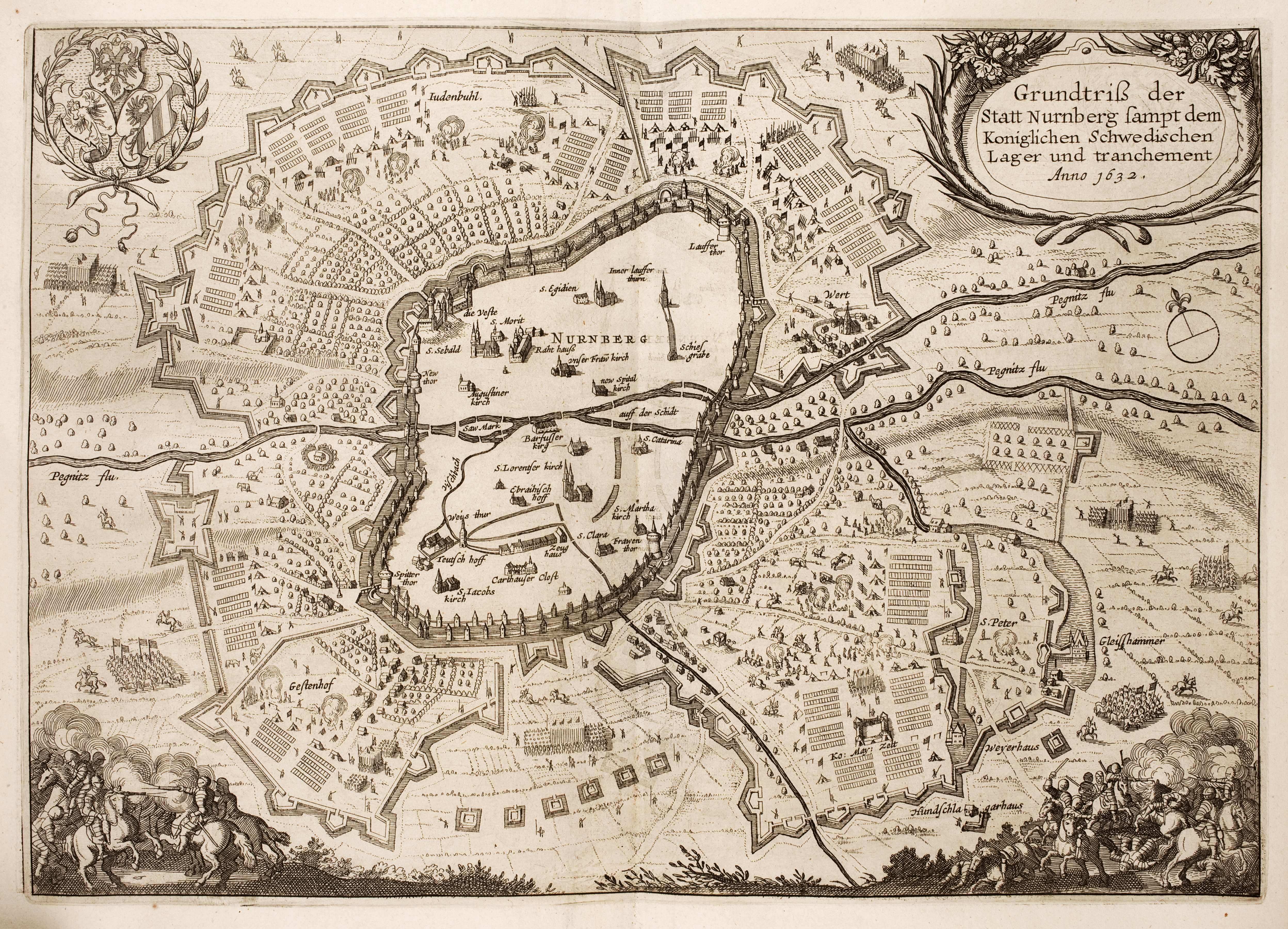
Fließverlauf von 1496 – 1860
(Federzeichnung von 1632)

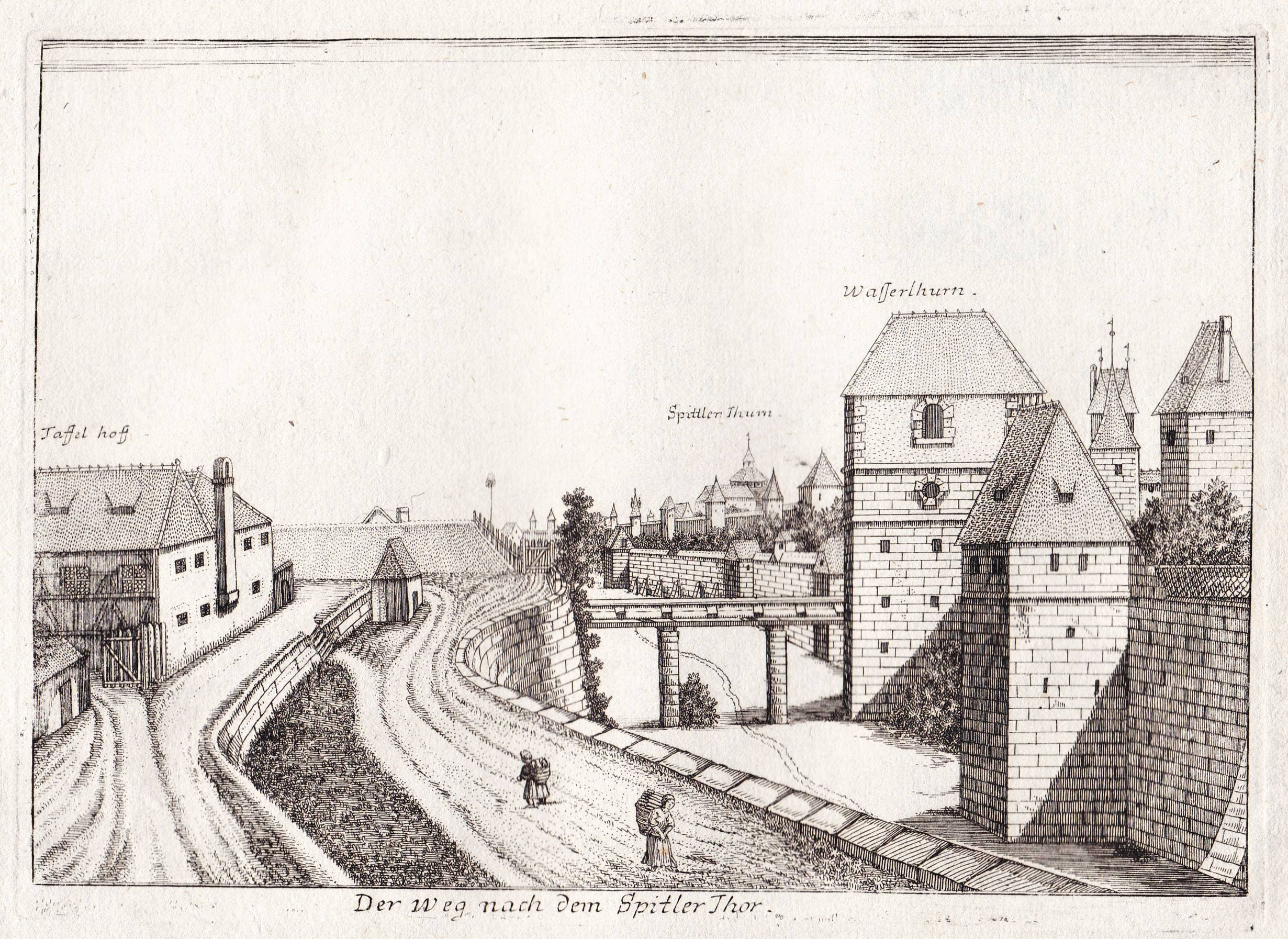
J.A. Böner Wasserturm mit Einleitung des Fischbachs um 1700

Ursprünglich floss der Bach direkt durch Zerzabelshof und Tullnau in die Pegnitz. 1496 jedoch wurde sein Lauf geändert: Er durchströmte seither den Dutzendteich, überquerte den südlichen Teil der Nürnberger Stadtgrabens beim heutigen Sterntor, trieb zwischen 1582 und 1867 das dort in einem Grabenturm errichtete „Blausternwerk“ (ein Wasser- und Pumpwerk) an,. Im Graben befindet sich ein Hinweis auf die einstige Zufluss-Stelle des Fischbaches in die Altstadt  – am Fundament des heute weitgehend verschwundenen Grabenturms. Er floss weiter am Weißen Turm und der Almosmühle vorbei und mündete beim Henkersteg in die Pegnitz.
Erstmals belegt ist der Fischbach als Bach im Bereich der Innenstadt bereits in einer Schenkungsurkunde 1234 König Heinrichs VII. für die Deutschordenskommende Nürnberg und 1288, als die „Bachmühle“ (die spätere noch teilweise erhaltene Almosmühle in der Hutergasse) im Besitz des Ordens erwähnt wird.
Innerhalb der Stadtmauern verlief der Fischbach (nach heutigen Straßennamen): Von der Vorderen Sterngasse in Richtung Pfannenschmiedsgasse, wo er sich in zwei Arme teilte. Der südliche Arm durchfloss die Breite Gasse, der nördliche die Karolinenstraße., die sich Kurz vor dem Weißen Turm wieder vereinigten, um dann in einer Schleife die Niederlassung des Deutschen Ordens (heutiges Polizeipräsidium) zu umfließen. Im weiteren Verlauf floss er durch die Hintere und Vordere Ledergasse, die Hutergasse und die Obere Wörthstraße. Bei der heutigen Kaiserstraße mündete der Fischbach schließlich in die Pegnitz.
Dabei erfüllte der Fischbach wichtige Aufgaben: Er versorgte die Lorenzer Stadtseite mit Brauchwasser und trieb zwei Mühlen an: Die erwähnte Almosmühle und die Krötenmühle. Daneben diente der Bach in reichsstädtischer Zeit auch als Löschwasserlieferant bei der Bekämpfung von Bränden.
Die in der heutigen Kaiserstraße 36 gelegene Krötenmühle lag zwar direkt am Pegnitzufer, wurde aber ebenfalls durch den Fischbach angetrieben, der für beide Mühlen ein starkes Gefälle aufwies.
Nachteilig für die innerstädtischen Mühlen am Fischbach war aber später, dass das von Johann Wilhelm Späth seit 1825 am Dutzendteich betriebene Hammerwerk durch Aufstauung die Wassermenge des Fischbachs bestimmen konnte, so dass für die beiden Mühlen häufig nicht mehr genug Wasser zum Betrieb hatten oder die Wasserzufuhr ganz ausblieb. Die Stadt musste letztlich die Wasserverteilung regulieren.
1813 wurde der Bach in der Innenstadt verdolt und um 1860 beim Bau des Nürnberger Hauptbahnhofs außerhalb der Stadtmauer auf westlichen Lauf umgeleitet. Um 1880 trieb seine Wasserkraft bei der Almosmühle zusätzlich einen Generator an, der die Straßenbeleuchtung versorgte; später wurde er vollständig überbaut.
Heute fließt der Fischbach nur noch bis kurz vor der Hainstraße oberirdisch und verschwindet dort in ein unscheinbares Betonrohr. Ein kleiner Teil seines Wassers wird unterirdisch nach Norden zum Zeltnerweiher geleitet, der größere Teil fließt über etwa drei Kilometer unterirdisch nach Nordwesten und wird in der Nürnberger Kanalisation geführt, deren bis zu mannshohe Rohre er spült. Nach dem Durchlauf der Kläranlage im Westen Nürnbergs fließt sein Wasser seither erst in Doos der Pegnitz zu. Der kanalisierte Fischbach existiert im Grunde heute noch und ist Teil der städtischen Kanalisation.
Im Mittelalter gab es Versuche, auch den nahen Röthenbach in den Fischbach zu leiten, die aber scheiterten. Reste des davon zurückgebliebenen Gefüttertern Grabens sind heute noch sichtbar.
In den Fischbach münden vor dem Eisweiher der Augraben und der Renngraben, bei der Russenwiese nimmt er die Bäche Schwarzer Graben und Tiefer Graben auf;  im Dutzendteich kommt das Langwasser hinzu.

## Gewässergüte
Zur Gewässergüte (Stand 2006):
- am Oberlauf bis zum Eisweiher: überwiegend Güteklasse II (mäßig belastet)
- ab dem Eisweiher bis zum Großen Dutzendteich: Güteklasse II–III (kritisch belastet)
- ab dem Großen Dutzendteich (Fischbachumleitungskanal) (Güteklasse II–III)